# Niers
De Niers is een rivier die in Erkelenz in Duitsland ontspringt en in de Nederlandse gemeente Gennep in de Maas uitmondt.
De rivier wordt beheerd door het waterschap Niersverband. Vroeger stond het Nederlandse deel onder het beheer van waterschap De Niers, later waterschap Het Maasterras en weer later waterschap Peel en Maasvallei.

## Loop
Van de bron, een boerderij in Kuckum, tot aan Gennep legt de rivier circa 114 km af. Slechts 9 km bevindt zich op Nederlands grondgebied. Het stroomgebied beslaat 1348 km².
Van Kuckum stroomt de Niers door Rheydt, Mönchengladbach, Korschenbroich, Willich, Viersen, Grefrath, Wachtendonk, Straelen, Geldern, Kevelaer, voorbij Schloss Wissen, Weeze en Goch. Daarna vormt de rivier over een klein gedeelte de grens tussen Nederland en Duitsland en mondt ten slotte in de gemeente Gennep in de Maas tussen de Milsbeek en het Genneperhuis uit.

## Geschiedenis

### Geologische oorsprong
De tot 500 meter brede bedding, waardoorheen de Niers vandaag de dag stroomt, is door de Rijn en het landijs gevormd. Ongeveer 200.000 jaar geleden, tijdens de voorlaatste IJstijd (Saale-ijstijd) werd de Rijn door de tot aan de Schaephuysen-hoogte reikende gletsjers naar het westen gedrongen. Men kan vandaag de dag aan de tot 2 meter hoge terrasranden van de Niers-uiterwaarden het toentertijd onstande oerstroomdal herkennen.

### Romeinse tijd
Bij het plaatsje Mediolanum (het huidige Pont) lag een brug, waar de Romeinse heerweg van Xanten naar Sablones (Venlo) de Niers kruiste.

### Norbertijnen
Aan de monding van de Niers bevond zich vroeger een burcht, het Genneperhuis, het geboortehuis van de Heilige Norbertus, de stichter van de Norbertijnen.

### Watermolens
Doordat de Niers een vrij krachtig debiet heeft, werden er vroeger veel watermolens aan de oevers gebouwd. Er stonden in totaal 52 watermolens aan de Niers.

### Kastelen en herenhuizen
De Niers vormde met zijn drassige oevergebieden een natuurlijke grens tussen verschillende landstreken. Er werden in de omgeving van het riviertje vele kastelen en herenhuizen gebouwd, die nu als historische monumenten voortbestaan. Bijvoorbeeld Slot Wissen, Rijksheerlijkheid Myllendonk, Huis Caen, Klooster 's-Gravendaal en ook Maria Roepaan.

## Gebruik

### Waterzuivering
In het brongebied wordt ongeveer 65 miljoen kubieke meter drinkwater gewonnen.
De rivier was vroeger zeer palingrijk maar het visbestand leed sterk onder de vervuiling door de industrialisatie. Sinds het einde van de 20e eeuw wordt het meeste afvalwater grondig gezuiverd. Er zijn 24 rioolwaterzuiveringsinstallaties, die in totaal ongeveer 83 miljoen kubieke meter water lozen op de Niers. Het gezuiverde afvalwater is vooral in de zomer de belangrijkste toevoerbron van water. Sedert een paar jaren zijn het visbestand en het aantal soorten weer duidelijk toegenomen. Nabij Goch-Kessel werkt men in 2018 en 2019 met graafmachines aan beekherstel.

## Afbeeldingen

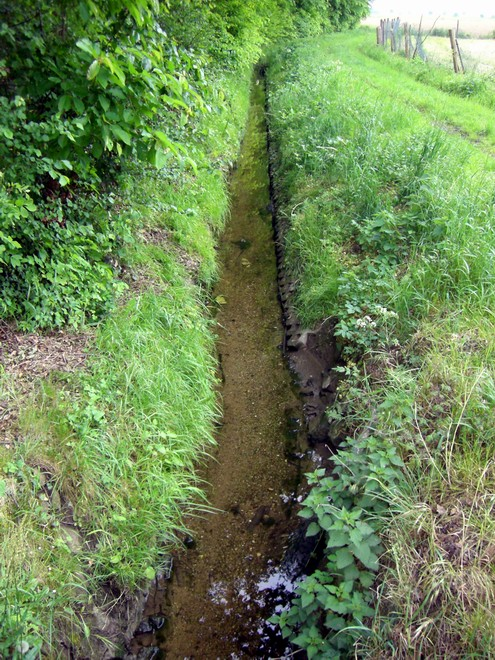
Niers bij Erkelenz
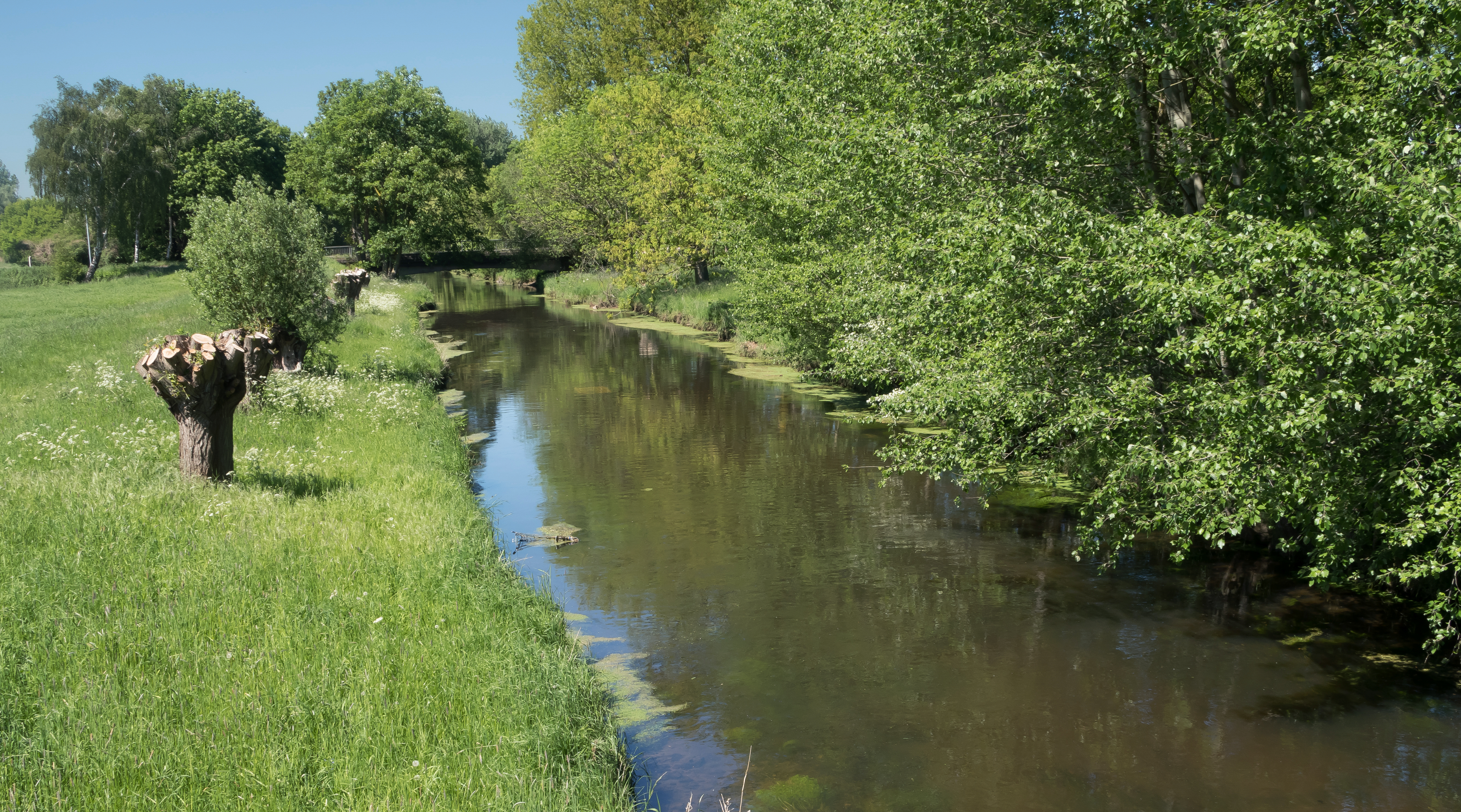
Niers bij Grefrath
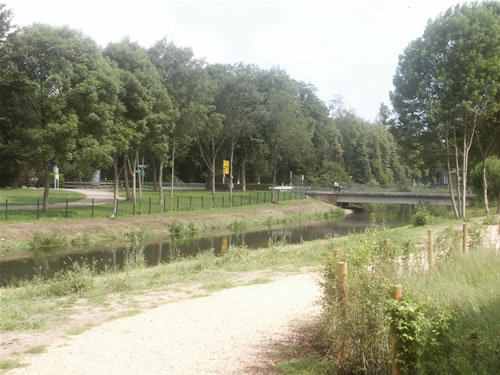
Niers bij Weeze
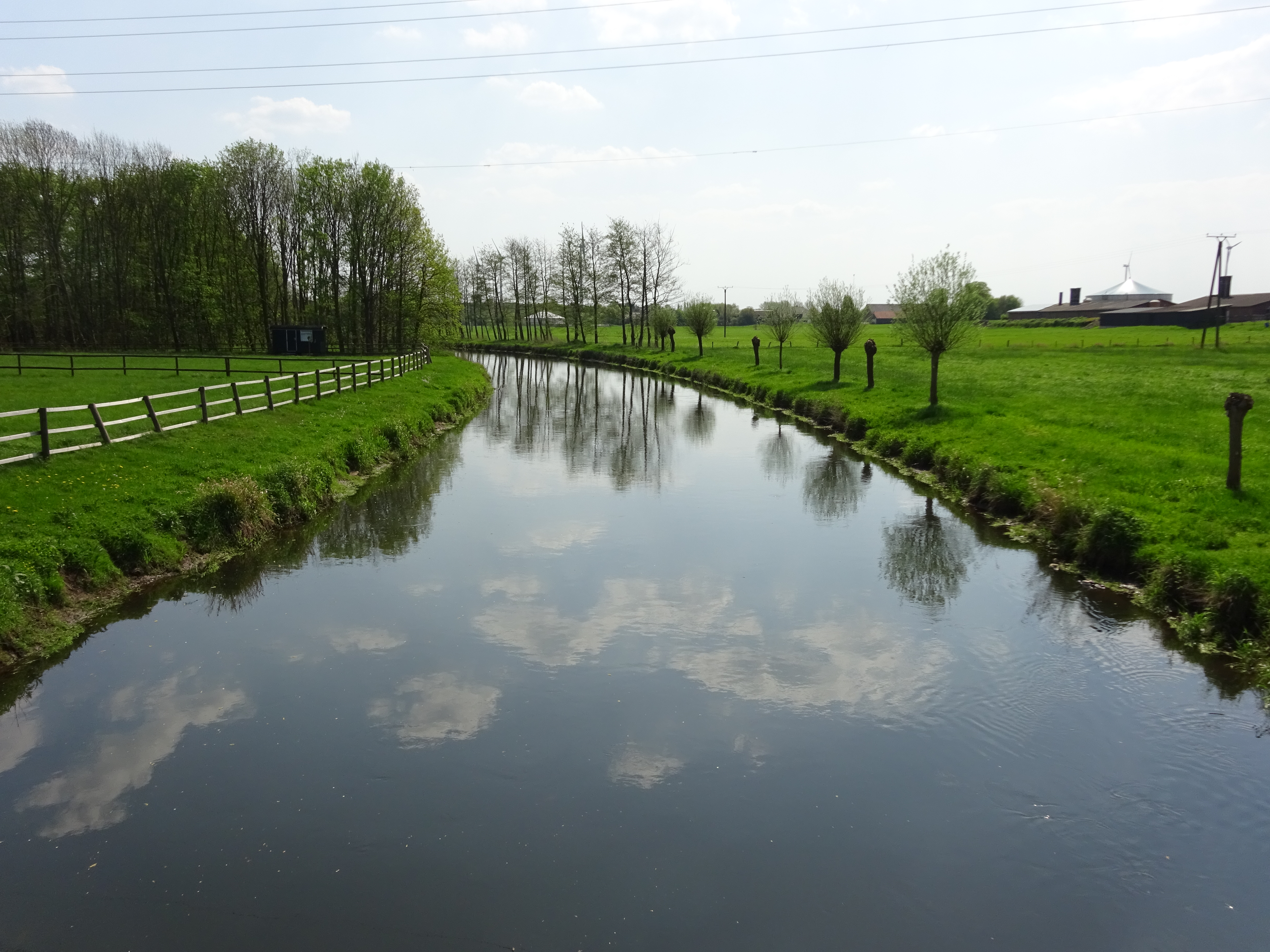
Niers bij Goch
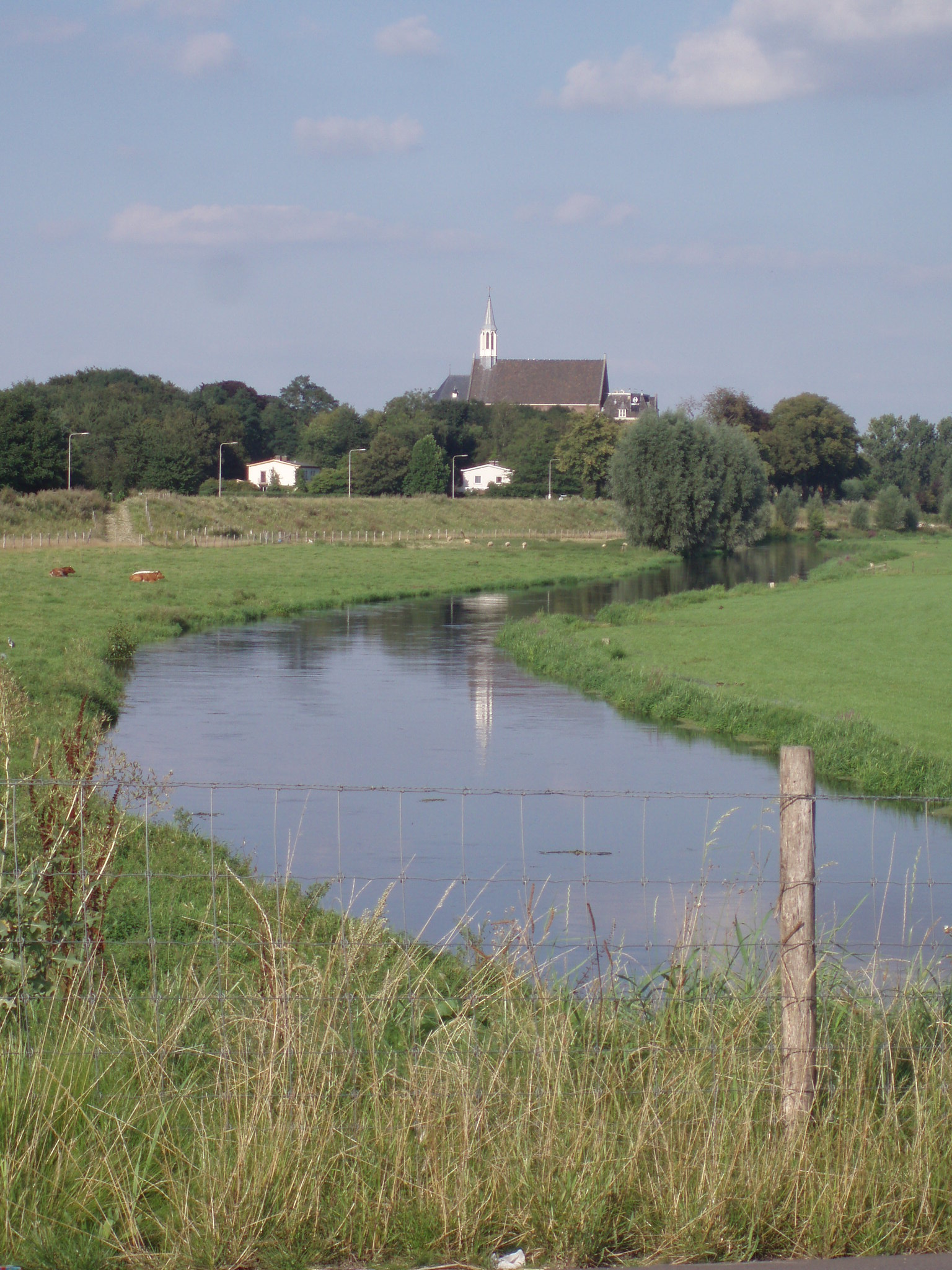
Niers bij Ottersum
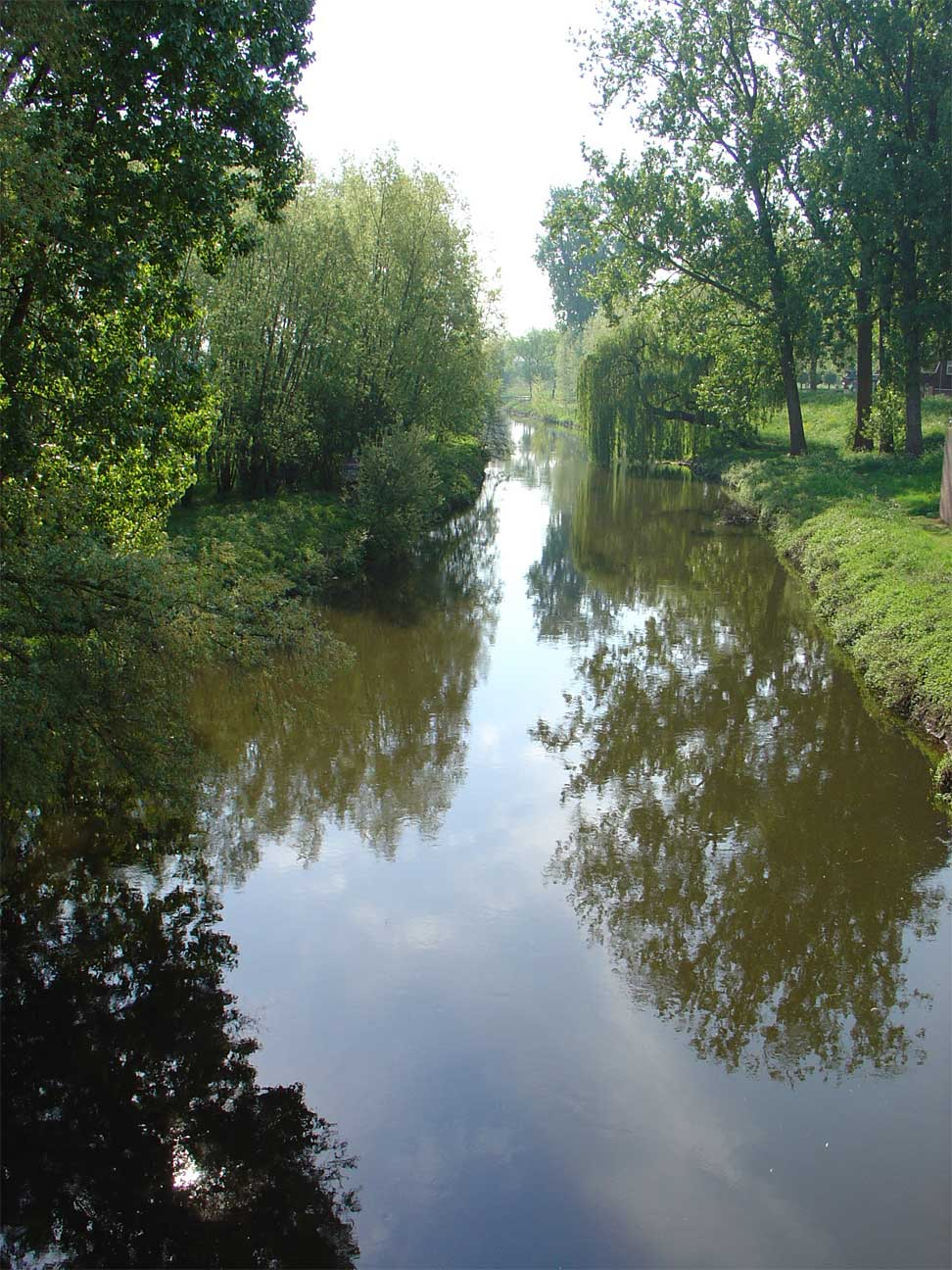
Niers bij Gennep